# 1838 na política

## Nascimentos
| Data          | Nome      | Profissão       | Nacionalidade                              | Observações | Ref   |
| ------------- | --------- | --------------- | ------------------------------------------ | ----------- | ----- |
| 31 de outubro | D. Luís I | Rei de Portugal | Reino Unido de Portugal, Brasil e Algarves | m. 1889     | [ 1 ] |

## Mortes
| Data | Nome | Profissão | Nacionalidade | Observações | Ref |
| ---- | ---- | --------- | ------------- | ----------- | --- |